# Sattajärvi sameby
Sattajärvi sameby är en koncessionssameby, belägen i den sydöstra delen av Pajala kommun i Norrbottens län. Byområdet är omkring 1 370 km2.
Liksom i andra svenska samebyar utövas renskötseln av samer, men speciellt för koncessionssamebyar är att icke-samer kan vara ägare till en del av renarna, s.k. skötesrenar. Den renskötsel som bedrivs i koncessionssamebyarna är skogsrenskötsel, vilket innebär att renarna hålls i skogslandet året om.

## Kärnområden
Kärnområden för renskötseln inom Sattajärvi sameby är under vinterhalvåret Lautakoski, Outojärvi, Lovikka, Laurikkavaara, Lainioälven, Anttis, Siikavaara, Hiirenkangas och Kostenkangas. Anttis och Hiirenkangas används dessutom för skiljning och slakt under hösten samt för kalvmärkning under sommaren. Kalvningsområden och sommarbetesmarker finns framför allt i Suorsa och Jalomaa.

## Historia
Liksom andra koncessionssamebyar inrättades Sattajärvi sameby, då med namnet Sattajärvi lappby, genom ett beslut 1933. I slutet av 1940-talet hade byn 1 007 renar, varav 213 egna fördelade på fem ägare och 794 skötesrenar fördelade på 95 ägare. Renskötarna var bosatta i Kieksiäisvaara och Sattajärvi.